# Brix
Il Brix è una misura delle sostanze allo stato solido dissolte in un liquido. Il nome deriva da Adolf Ferdinand Wenceslaus Brix. Un grado Brix (simbolo °Bx) corrisponde a 1 parte di sostanza solida (peso secco) dissolta in 99 parti di solvente per ottenere 100 parti totali di soluzione. Per esempio una soluzione a 25°Bx contiene 25 grammi di sostanze solide e 75 grammi di liquido ottenendo così un totale di 100 g di soluzione finale. Questo può significare, per esempio, 25 grammi di zucchero e 75 grammi di acqua.

## Utilizzi del Brix
Questa unità di misura è molto importante nell'industria alimentare dove di solito si applica alla quantità di zuccheri presenti in frutta e verdura, nel vino e nelle bibite, nei prodotti intermedi della preparazione dello zucchero da tavola.
Il Brix è usato inoltre per calcolare la gradazione alcolica di bevande fermentate come il vino e la birra, misurando la differenza di densità del liquido prima e dopo la fermentazione alcolica. Tuttavia, dato che la densità rilevata dai Brix non dipende solo dagli zuccheri presenti nel mosto che vengono successivamente fermentati ma anche dall'alcool, quest'ultimo può falsare la lettura del grado saccarometrico e non è quindi corretto basarsi sulla lettura del rifrattometro dopo la fermentazione. Esiste però una formula che permette la correzione esatta della lettura della presenza di zuccheri post-fermentazione nella bevanda:
{\displaystyle FG_{b}=1.53\cdot RI-0.59\cdot OG_{b}}
Dove {\displaystyle RI} è la lettura del rifrattometro dopo la fermentazione, mentre {\displaystyle FG_{b}} e {\displaystyle OG_{b}} sono rispettivamente la densità finale (final gravity) e iniziale (original gravity) espresse in Brix.

## Determinazione del Brix
Il Brix viene comunemente misurato attraverso un rifrattometro: in questo senso è corretto parlare di sostanza secca rifrattometrica (in inglese refractometric dried substance, abbreviato: RDS) e si usa perciò il simbolo °Bx RDS.
La seguente tabella mette in relazione i gradi Brix di una soluzione acquosa di saccarosio ed il relativo valore dell'indice di rifrazione n.

## Brix di bevande comuni
Nei succhi di frutta 1°Bx è corrispondente all'1-2% in peso di zucchero e questo corrisponde a un grado di dolcificazione ritenuto generalmente gradevole.

## Brix di frutta e verdura
| Qualità            | bassa  | media  | buona  | eccellente |
| Frutta             | Frutta | Frutta | Frutta | Frutta     |
| ------------------ | ------ | ------ | ------ | ---------- |
| Fragola            | 6      | 7      | 9      | 9          |
| Mela               | 6      | 10     | 13     | 17         |
| Mirtillo           | 4      | 8      | 16     | 22         |
| Mora               | 6      | 8      | 12     | 14         |
| Melone (cantalupo) | 8      | 12     | 14     | 18         |
| Melone (invernale) | 8      | 10     | 14     | 16         |
| Anguria            | 8      | 12     | 16     | 18         |
| Uva                | 8      | 12     | 18     | 22         |
| Lampone            | 6      | 8      | 12     | 14         |
| Ciliegia           | 6      | 8      | 14     | 16         |
| Pera               | 6      | 10     | 14     | 16         |
| Arancia            | 6      | 10     | 16     | 20         |
| Verdura            |        |        |        |            |
| Patata             | 3      | 5      | 7      | 10         |
| Scarola            | 4      | 6      | 10     | 12         |
| Asparago           | 4      | 6      | 8      | 10         |
| Grano              | 4      | 8      | 10     | 12         |
| Broccoli           | 6      | 8      | 10     | 12         |
| Pisello            | 4      | 6      | 10     | 12         |
| Cece               | 8      | 10     | 12     | 14         |
| Cavolfiore         | 4      | 6      | 8      | 10         |
| Cavolo             | 6      | 10     | 12     | 14         |
| Rutabaga           | 4      | 6      | 8      | 10         |
| Cavolo-rapa        | 6      | 8      | 10     | 12         |
| Barbabietola       | 6      | 8      | 12     | 14         |
| Mais giovane       | 6      | 10     | 18     | 24         |
| Mais dolce         | 6      | 10     | 18     | 24         |
| Peperone           | 4      | 6      | 8      | 12         |
| Peperoncino        | 4      | 6      | 8      | 10         |
| Prezzemolo         | 4      | 6      | 8      | 10         |
| Sedano             | 4      | 6      | 10     | 12         |
| Lattuga            | 4      | 6      | 8      | 10         |
| Pomodoro           | 4      | 6      | 10     | 14         |
| Cipolla            | 4      | 6      | 10     | 12         |
| Carota             | 4      | 8      | 14     | 18         |